# مخلاب

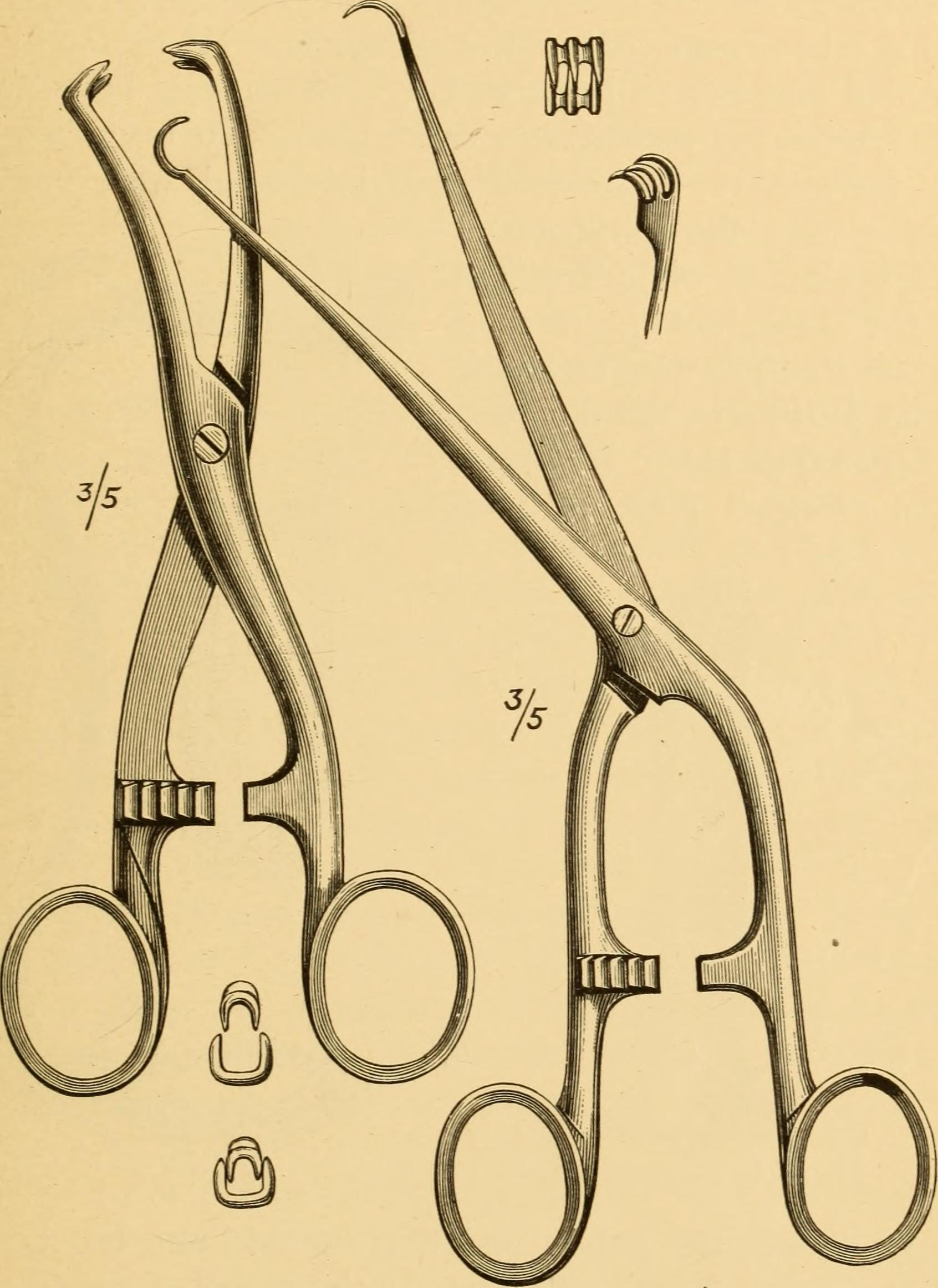
شكلين من ملقط النتش

مخلاب أو منتاش (بالإنجليزية: Vulsellum)‏ هو زوج من الملاقط الجراحية مع خطافات على طرف كل نصل. غالبًا ما يُستخدم في إجراءات طب التوليد والنسائيات.